# ستان هنت
ستان هنت (بالإنجليزية: Stan Hunt)‏ هو رسام كارتون أمريكي، ولد في 18 أغسطس 1929، وتوفي في 4 يناير 2006.